# Steinberg (Reichsforst)
Der Steinberg ist ein 705 m ü. NHN hoher dicht bewaldeter Basaltkegel nördlich von Pechbrunn im Oberpfälzer Landkreis Tirschenreuth und die höchste Erhebung des Reichsforstes im Fichtelgebirge.

## Geographie
Zusammen mit den nur wenige hundert Meter entfernten Basaltkegeln Wappenstein (672 m), Steinhügel (677 m) und einer namenlosen Höhe (670 m) wird der Steinberg im Westen und Süden von der Autobahn A 93 und der Bahnstrecke Weiden–Oberkotzau von Pechbrunn und Steinwald getrennt.

## Geologie
Zwischen Marktredwitz, Mitterteich, Konnersreuth und Seußen liegt ein großes Basalteruptionsgebiet. Es ist der westlichste Ausläufer des nordböhmischen Basaltvulkanismus. Im Miozän ist hier flüssige Basaltmasse durch den Granit emporgedrungen.